# 印度象棋
印度象棋是18到19世紀期間流行於印度的象棋變體，一般認為是從古印度象棋演變而來的，但是相較之下和現代的國際象棋更為相似。印度象棋在1960年代之後逐漸地退出流行而被國際象棋所取代。

## 規則
印度象棋的兵種可以在西洋棋中找到完全的對應，走法也是相互一致呼應的，然而兵種的名稱在不同地區之間有相當大的差異，為了避免混淆，此頁面一律使用西洋棋中的稱呼。
| 印度象棋的兵種  | 所對應的西洋棋的兵種 | 走法                                     |
| --------------- | -------------------- | ---------------------------------------- |
| 王              | 王                   | 直向或斜向一格                           |
| 大臣/王妃       |                      | 直向或斜向任意格                         |
| 象/車/船/大將   | 車                   | 直向任意格                               |
| 馬              | 馬                   | 跳躍至2x3的對角格                        |
| 駱駝/象/車/大臣 | 象                   | 斜向任意格                               |
| 兵              | 兵                   | 移動時直向前進一格，吃子時則斜向前進一格 |

### 與西洋棋的差異
- 開局時雙方的王和后互相交錯，而非在同一縱列。
- 開局時首3步稱為自由佈局，在這個階段雙方不允許吃子或將軍。
- 位於起始位置的兵不可以走兩格，故也沒有吃過路兵。
- 無王和車的易位規則，然而在對局中王在被將之前可以有一次機會以馬的方式跳躍，但不可以這樣吃子，這種走法為王的馬步易位。
- 升當兵走到底列時，只能升變成為已被吃掉的棋子且必須升變成所在縱列對應的初始兵種，例如在a行的兵必須升變成車。然而在王那一行的兵升變成后，不可變王。
- 如果兵在底列而沒有被吃掉的棋子供其升變的話，只能待在原處一直到有符合的棋子被吃掉時才能升變。當兵要升變成象時，必須注意到不能使一方有兩個同色格象。
- 當兵升變成馬時可以在該回合立即移動這個馬，相當於走兩次。只有升變成馬時有此特權。
- 當國王不被將但無子可動時(即在西洋棋中視為逼和的情況)，可以隨心所欲的移除敵方王以外的任何一個棋子，好讓自己可以移動。
- 當一方被吃到只剩下單王時，是和局，這種情況叫做孤和。
- 用不同兵種將死有不同的價值，用在有賭注或有積分的對局中。用兵將死的價值最高，用馬和象次之，用車將死再次之，用后將死價值最低。

## 策略
印度象棋的遊戲策略在許多方面如同國際象棋，但許多獨特規則又使他獨樹一格。
在開局階段，受到自由佈局、兵只能走一格的限制，印度象棋的出子與進攻比起國際象棋還稍緩慢一些，而馬步易位使得王更靈活更有機動性。在中局和殘局時，由於不同列的兵升能升變的兵種不同，衍生出利用棄子迫使對方的兵換列而只能升變較弱的棋子的戰術。同樣的，也可能利用棄子讓某個待升變的兵得以升變。孤和的規則也增加了殘局的複雜性。當剩下很少子時，欲求勝方要特別留意弱勢方可能瘋狂棄子求和的戰術。